# Parafia Najświętszego Serca Pana Jezusa w Wałbrzychu
Parafia Najświętszego Serca Pana Jezusa w Wałbrzychu – rzymskokatolicka parafia znajdująca się w dekanacie wałbrzyskim północnym w diecezji świdnickiej.
Erygowana 15 lipca 1957 r. Parafia obejmuje wałbrzyską dzielnicę Poniatów.